# Сильва, Хонатан
Хонатан Кристиан Сильва (исп. Jonathan Cristian Silva; родился 29 июня 1994 года, Ла-Плата, Аргентина) — аргентинский футболист, защитник клуба «Хетафе». Выступал за сборную Аргентины.

## Клубная карьера
Сильва — воспитанник клуба «Эстудиантес» из своего родного города. В 2011 году он был включен в заявку основной команды на сезон. 10 июня 2012 года в матче против «Олл Бойз» он дебютировал в аргентинской Примере. Начиная с сезона 2013/2014 Хонатан стал одним из лидеров обороны клуба.
Летом 2014 года Сильва перешёл в лиссабонский «Спортинг». Сумма трансфера составила 2,6 млн евро. 21 сентября в матче против «Жил Висенте» Хонатан дебютировал в Сангриш лиге. 26 сентября в поединке против «Порту» он забил свой первый гол за «львов». 10 декабря в матче Лиги чемпионов против лондонского «Челси» Хонатан забил гол. В 2015 году Сильва стал обладателем Кубка и Суперкубка Португалии.
В начале 2016 года Хонатан на правах аренды перешёл в «Бока Хуниорс». 7 февраля в матче против «Темперлей» он дебютировал за новую команду. 21 февраля в поединке против «Ньюэллс Олд Бойз» Сильва забил свой первый гол за «Бока Хуниорс». В 2017 году он помог клубу выиграть чемпионат. По окончании аренды Сильва вернулся в «Спортинг».
В начале 2018 года Хонатан на правах аренды перешёл в итальянскую «Рому». 21 апреля в матче против СПАЛ он дебютировал в итальянской Серии A. Летом того же года Сильва был отдан в аренду в испанский «Леганес».

## Международная карьера
В 2011 году Сильва принял участие в юношеском чемпионате Южной Америки в Эквадоре. На турнире он сыграл в матчах против команд Бразилии, Колумбии и дважды Уругвая и Эквадора.
Летом того же года в составе юношеской сборной Аргентины Сильва принял участие в юношеском чемпионате мира в Мексике. На турнире он сыграл в матчах против команд Франции, Ямайки и Японии. В поединке против ямайцев Хонатан забил гол.
12 ноября 2014 года в товарищеском матче против сборной Хорватии Сильва дебютировал за сборную Аргентины, заменив во втором тайме Кристиана Ансальди.

## Достижения
«Спортинг» (Лиссабон)
- Обладатель Кубка Португалии: 2014/15
- Обладатель Суперкубка Португалии: 2015

«Бока Хуниорс»
- Чемпион Аргентины: 2016/17